# Okana (rivière)
La rivière Okana  (en anglais : Okana River), autrefois appelée la rivière Ohiriri River, est un cours d’eau de la  Péninsule de Banks située dans la région de Canterbury dans l’Île du Sud de la Nouvelle-Zélande.

## Géographie
Elle s’écoule vers le sud-ouest au-delà de la ville de Little River où elle rencontre la rivière Okuti, pour former la courte rivière Takiritawai qui se déverse dans l’extrémité nord du lac  Forsyth.

## Histoire
Le 19 octobre 2011, la rivière Okana causa la pire inondation dans la ville de « Little River » depuis de nombreuses années entraînant la fermeture de la State Highway 75/S H 75 (en).
Les résidents de longue date pensent que c’est la plus importante inondation, qui a eu lieu depuis la tempête  Wahine  du 10 avril 1968.